# Kapitalocen

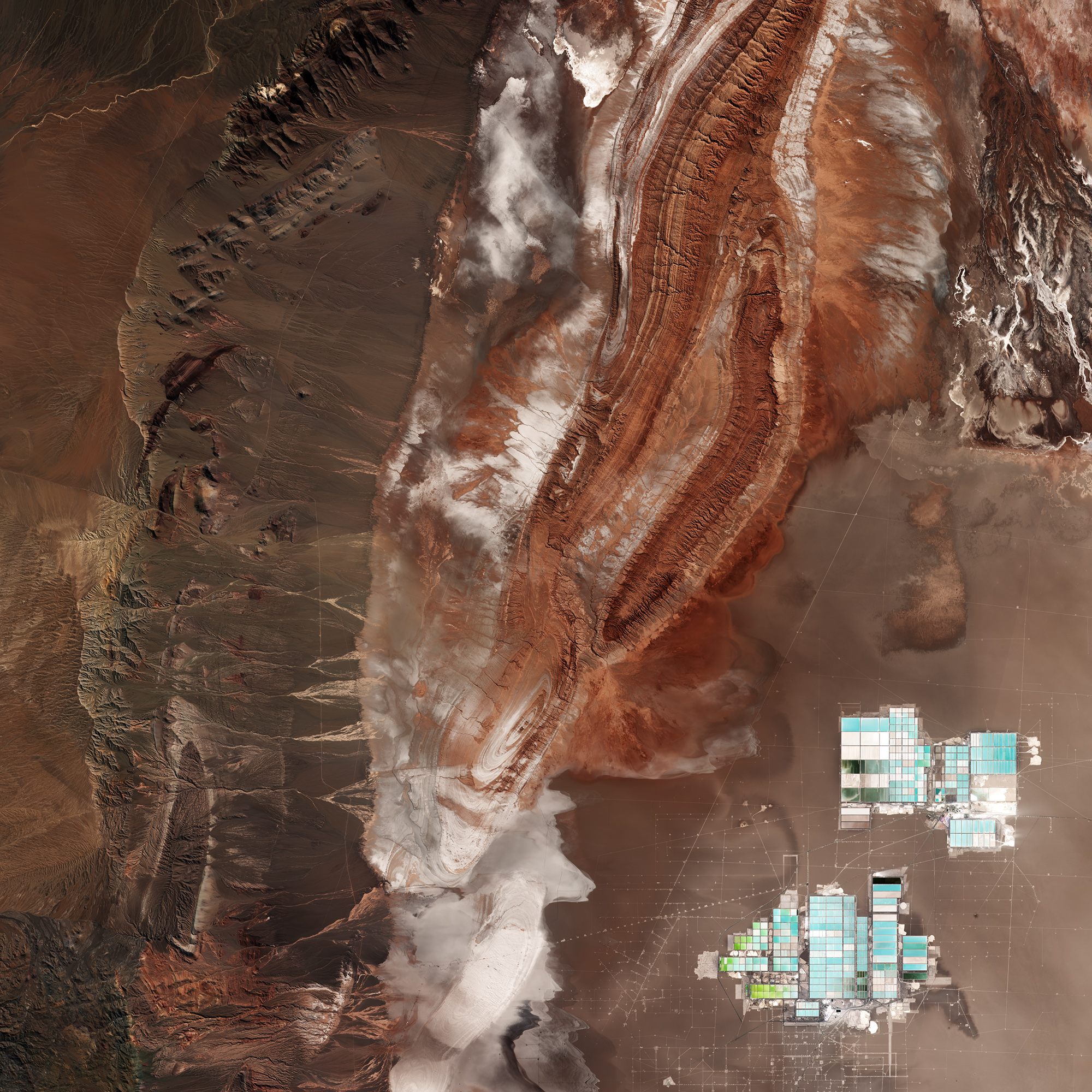
Salar de Atacama, największe solnisko w Chile, z widoczną kopalnią litu – największą na świecie. Kwas siarkowy i wodorotlenek sodu wykorzystywane w procesie ekstrakcji litu przenikają do gleby i wody, zatruwając ekosystemy i zagrażając gatunkom. Eksportowany lit wykorzystywany jest przede wszystkim w akumulatorach litowo-jonowych w telefonach, laptopach czy pojazdach elektrycznych.

Kapitalocen, Kapitałocen (ang. capitalocene) – proponowana epoka geologiczna, będąca główną alternatywą wobec pojęcia antropocenu, w której główną siłą geologiczną stał się człowiek. Kapitalocen, w odróżnieniu od antropocenu, w swojej nazwie za zmiany geologiczne obwinia konkretnie działania kapitalizmu i najbogatszej części społeczeństwa, które prowadzą do eksploatacji zasobów naturalnych. Pojęcie kapitalocenu spopularyzował profesor socjologii Uniwersytetu Binghamton, Jason W. Moore.

## Definicja i wykorzystanie
Zwolennicy kapitalocenu uważają antropocen za wadliwy paradygmat w odniesieniu do publicznych debat środowiskowych. Ich zdaniem jego podstawową słabością jest przypisywanie kryzysu środowiskowego całej ludzkości lub zakorzenionej ludzkiej naturze. Twierdzą oni, że kapitalizm jest tylko jednym z wielu sposobów organizacji społeczeństwa ludzkiego, a sam kapitalizm spowodował zakłócenia środowiskowe, które wznoszą się do poziomu katastrofy planetarnej. Rozwiązanie tej katastrofy polega na położeniu kresu kapitalizmowi i stworzeniu innego porządku społecznego. Jason W. Moore pisze:

Zamknij elektrownię węglową, a spowolnisz globalne ocieplenie o jeden dzień; zdemontuj relacje, które doprowadziły do powstania elektrowni węglowej, a zatrzymasz ten proces na dobre.

Choć myśliciele ci doceniają rolę perspektywy antropocenu w rozwijaniu debaty na temat środowiska w sferze publicznej, uważają, że ostatecznie służy ona reifikacji i mistyfikacji prawdziwych przyczyn kryzysu środowiskowego, a nawet utrudnia działania niezbędne do jego złagodzenia, ponieważ byłoby to daremną próbą przeciwstawienia się trendom natury. Kategoria antropocenu uosabia „monolitycznie” pojęcie ludzkości. Moore zauważa, w jaki sposób i dzięki jakim zabiegom retorycznym ignorowano rolę imperializmu, kolonializmu, systemu kapitalistycznego i reżimów własności prywatnej. Kapitalocen przenosi źródło problemu z powrotem do sfery historycznie uwarunkowanych priorytetów społecznych, które mogą być kwestionowane i przekształcane przez tych, którzy mają wolę i organizację, by to zrobić. Od czasu debiutu pojęcia kapitalocenu było ono stosowane przez naukowców z tak różnych dziedzin, jak architektura, analiza literacka, studia cyfrowe i pedagogika. Zostało ono przywołane z aprobatą przez filozofa Frédérica Lordona i redakcję Scientific American i było omawiane w różnych publikacjach dla szerokiego grona odbiorców.

## Genealogia
Koncepcja „kapitalocenu” powstała na początku XXI wieku w wyniku dialogu między zwolennikami „antropocenu” a myślicielami z tradycji ekomarksistowskiej i ekofeministycznej. Koncepcja antropocenu została po raz pierwszy zaproponowana przez chemika atmosferycznego Paula J. Crutzena w 2002 roku, który opisał ją jako nową, postholoceńską erę, w której globalna atmosfera przechodzi poważną, długoterminową transformację z powodu działalności człowieka, w szczególności globalnego ocieplenia. Crutzen zasugerował, że era ta rozpoczęła się pod koniec XVII wieku wraz z zaprojektowaniem silnika parowego przez Jamesa Watta. Od czasu publikacji eseju Crutzena, antropocen stał się szeroko dyskutowany w piśmiennictwie akademickim i popularnym.
Marksizm ekologiczny wywodzi się z pism Karla Marksa i Friedricha Engelsa. Chociaż antropogeniczne globalne ocieplenie nie było in znane, obaj byli zainteresowani niezamierzonymi naturalnymi konsekwencjami działalności człowieka. Temat ten pojawiał się okazjonalnie w ich późniejszych pismach, co widać przede wszystkim w badaniach Marksa nad „metabolizmem społecznym” i fragmencie Engelsa o „zemście natury”. Chociaż ten aspekt ich pracy był przez długi czas zaniedbywany, rozwój ruchu ekologicznego pod koniec XX wieku sprowokował nowe zainteresowanie tymi fragmentami i ogólnie kwestiami środowiskowymi wśród marksistowskich uczonych tamtych czasów, czego przykładem jest teoria Jamesa O’Connora o „drugiej sprzeczności kapitalizmu” i egzegeza „rozłamu metabolicznego” Marksa autorstwa Johna Bellamy’ego Fostera. W miarę jak ramy Crutzena rozprzestrzeniały się wśród przyrodników i docierały do szerszej publiczności, przyciągały uwagę naukowców społecznych z tej i pokrewnej szkoły ekofeministycznej.
Termin „kapitalocen” został po raz pierwszy użyty w 2009 roku przez szwedzkiego badacza ekologii człowieka, Andreasa Malma, wówczas doktoranta na Uniwersytecie w Lund. Dzięki prywatnej korespondencji rozprzestrzenił się wśród innych naukowców, takich jak feministka Donna Haraway i historyk środowiskowy Jason W. Moore.

### Początek kapitalocenu
Andreas Malm jako kluczowy moment podaje kryzys finansowy z 1825 r. Właściciele fabryk zaczęli zastępować maszyny wykwalifikowanymi i zorganizowanymi prządkami, a także tkaczami, którzy, choć tańsi w zatrudnieniu, byli trudni do powstrzymania przed malwersacjami. Trudność z wyjaśnieniem przejścia na silniki parowe jest to, że w tym czasie energia wodna była wciąż obfita i stanowiła jedną ósmą kosztu pary. Jednakże kapitaliści nie potrafili współpracować i opierali się zbiorowemu planowaniu potrzebnego do wyrównania przepływu i zapewnienia równych udziałów w górę i w dół rzek. Główną zaletą energii parowej była jej mobilność. Mogła ona można było zlokalizować w miastach, gdzie było dużo siły roboczej. Po 1825 r, dyscyplina fabryczna w miastach była bardziej powszechna niż na wsi. Wraz z przejściem na krosna mechaniczne, chociaż tkacze zostali zwolnieni, wzrosło zapotrzebowanie na pracowników. Zastępowalność pracowników stała się ważna w miarę nasilania się walki klasowej. W wiejskich młynach wodnych, przed kryzysem w 1825 r., właściciele młynów mogli polegać na sługach najemnych, ale późniejsze zmiany w prawie pracy zmusiły ich do przyciągnięcia pracowników do drogich „kolonii” z domkami i innymi udogodnieniami. Cięcia płac sprowokowały strajki, na które wiejskie młyny były bardziej narażone niż ich miejscy konkurenci. „Sprzeczności klasowe związane z kryzysem mogły zostać rozwiązane – lub wyparte – tylko na zasadzie parowej”.
Zdaniem Moore’a, początek nowej epoki geologicznej powinno się datować w tzw. długim XVI stuleciu (między 1450 a 1750 r.). Krytykuje on myślenie o wyjątkowej roli rewolucji przemysłowej jako anglocentryczne. W rzeczywistości miało chodzić nie o nowe technologie umożliwiające wykorzystanie węgla w przemyśle lub szybką industrializację, a o dużo wcześniejsze zmiany leżące u podwalin logiki rynkowej. Moore zauważa, że na początku debaty o antropocenie ludzkość skupiała się jedynie na świadectwach empirycznych i stratygraficznych oraz skutkach procesów, które doprowadziły do kryzysu środowiskowego na skalę planetarną. Jego zdaniem odwraca to uwagę od istotnych przyczyn i uwarunkowań, które do tego doprowadziły.

## Pojęcia i teoria kapitalocenu

### Rozróżnienie Natura-Społeczeństwo
Jason W. Moore analizuje problem tego, w jaki sposób niewolnictwo i kolonializm europejski były racjonalizowane i naturalizowane. W ten sposób dokonywał się podział na świat społeczny i świat naturalny. Przemoc na tle rasowym, masowe bezrobocie i masowe uwięzienia, kultury konsumpcyjne – to problemy społeczeństwa i społecznej niesprawiedliwości. Klimat, bioróżnorodność i wyczerpywanie zasobów – to problemy przyrodnicze, związane z kryzysem ekologicznym. W ten sposób wytwarzamy świat tak, aby dziedziny społeczna i naturalna pozostawały autonomiczne i aby relacje ludzkie były nienaruszone przez sieć życia. Moore jednak proponuje pojęcia Natury i Społeczeństwa, które nie tylko opisują świat, ale także go organizują. Określa je jako „rzeczywiste abstrakcje”.
Takiego dualizmu substancji Moore doszukuje się w filozofii oświeceniowej. W 1641 r. Kartezjusz sformułował rozróżnienie na umysł i ciało, a następnie wyraził tezę, że „my”, czyli członkowie cywilizacji europejskiej, musimy stać się „panami i właścicielami natury”. Moore opisuje tę filozofię jako praktyczne narzędzie dominacji społecznej. Twierdzenia Kartezjusza podstawę miały w jeszcze wcześniejszych tekstach Francisa Bacona, filozofa baroku, który pisał, że „nauka powinna wydzierać tajemnice natury, jak wydziera się prawdę podczas tortur”.

### Tania natura

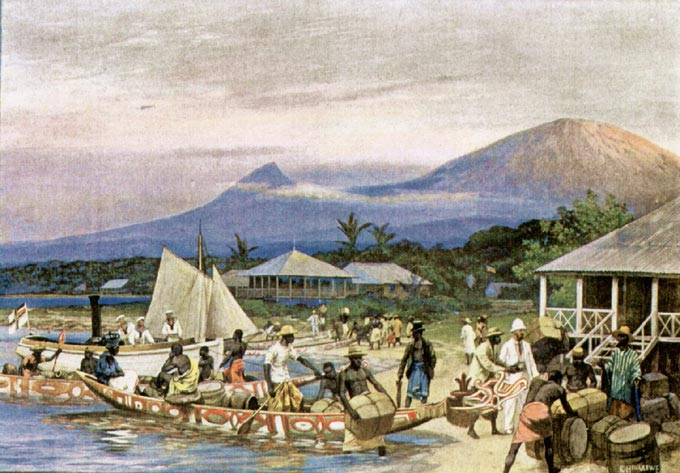
Pracownicy w kolonii w Kamerunie (R. Hellgrewe, 1908). Do taniej natury wliczało się zarówno zasoby naturalne podbitych przez kolonialistów ziem, jak i ludność rdzenną tych terenów.

Jason W. Moore mówi, że głównym celem działań nauki i państw imperialnych w kapitalizmie jest czynienie natury zrozumiałej dla kapitału. Prawem wartości kapitalizmu jest przywłaszczenie sobie nieodpłatnej pracy/energii wszystkich globalnych natur znajdujących się w zasięgu kapitalistycznej władzy. W ten sposób, czyniąc koszty zewnętrznymi, a pozornie eliminując je w ogóle, zaprzęga się do pracy tzw. tanią naturę (ang. cheap nature). Do tanich natur zalicza się pracę niewolników, kobiet i zwierząt, wylesianie, wykorzystywanie wody, surowców i nieodnawialnych, tanich źródeł energii. Tanie natury niekoniecznie muszą się znajdować poza terytorium kraju imperialnego. Przykładowo, w latach 90. XX wieku zaczęto ekstrakcję na masową skalę gazu łupkowego, którego znaczne pokłady znajdują się na terytorium Stanów Zjednoczonych.

Mapa złóż gazu łupkowego na świecie.

Moore twierdzi, że choć zmiany klimatyczne są z pewnością najbardziej widocznym atrybutem kapitalizmu, to są one tylko częścią większego kompleksu kryzysów w sieci życia. Jego zdaniem u podstaw wszystkich tych zjawisk leży dążenie kapitalizmu do przywłaszczenia sobie taniej natury w postaci żywności, siły roboczej, energii i surowców. Proces ten jest tak samo fundamentalny dla kapitalizmu, jak prymitywna akumulacja, utowarowienie czy proletaryzacja opisane w Kapitale Marksa. Według Moore’a, kapitalizm jako system oparty na formie wartości może funkcjonować tylko dlatego, że te „cztery ceny” są utrzymywane „poza księgami” wymiany wartości i nabywane przy niewielkich lub żadnych kosztach.

## Krytyka
Ewa Bińczyk w książce Epoka człowieka. Retoryka i marazm antropocenu wartość merytoryczną kapitalocenu ocenia bardzo pozytywnie, ale jednoznacznie twierdzi, że stosowanie nazwy kapitalocenu zamiast antropocenu miałby skutek przeciwny do zamierzonego. Współcześnie nazwa antropocenu, która zdominowała dyskurs pozwoliła na współpracę i dyskusje między intelektualistami, badaczami i działaczami z różnych dziedzin i środowisk. John McNeill mówi, że termin antropocenu pozwala na wyjątkową współpracę między przedstawicielami nauk ścisłych z humanistami. Isabelle Stengers zwraca szczególnie uwagę na to, że etykieta antropocenu zjednoczyła ze sobą pracę klimatologów i geologów. Kapitalocen nie byłby uznany przez geologów na nową epokę geologiczną, a jedynie potraktowany jako kolejna epoka społeczno-ekonomiczna lub historyczna.

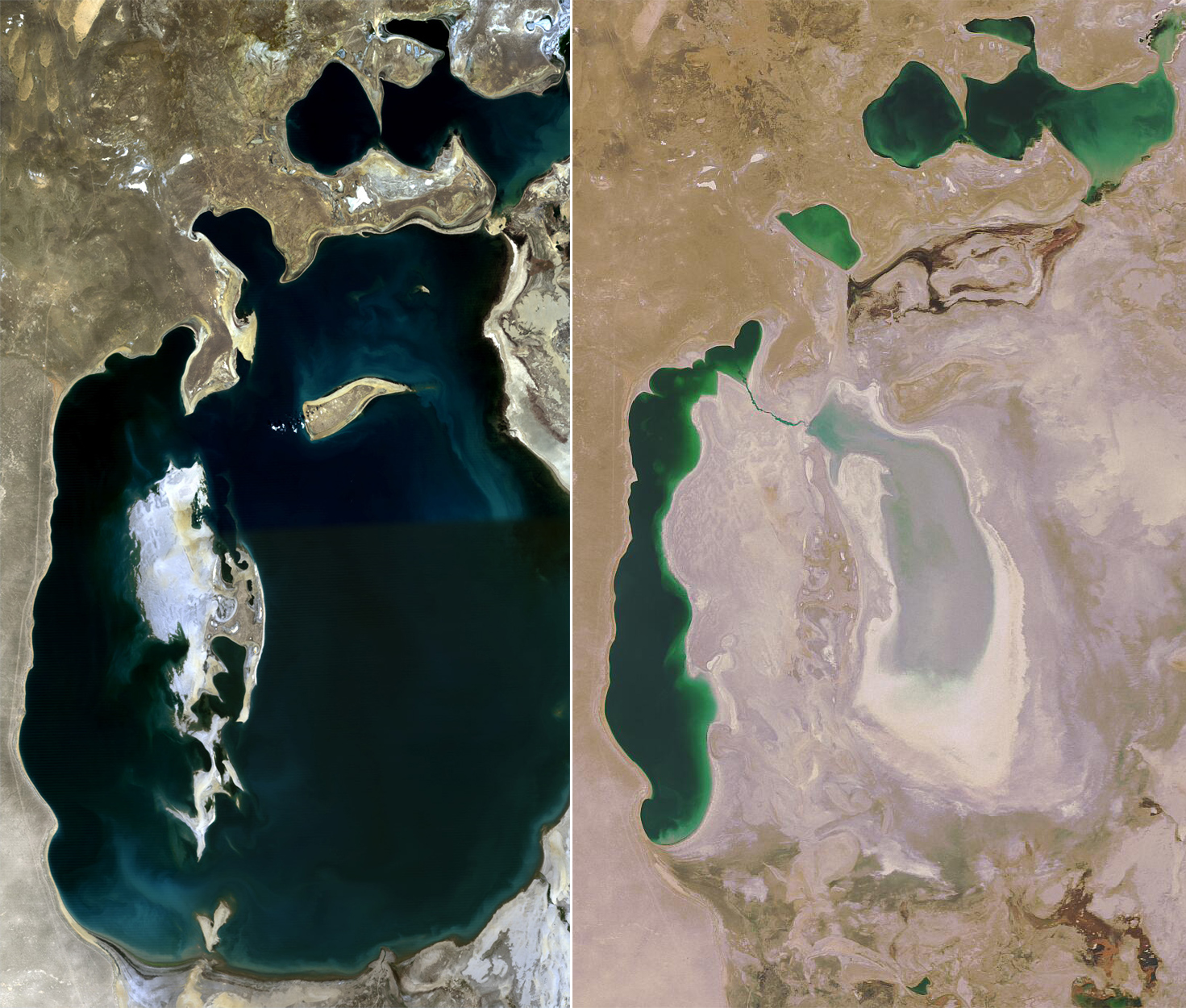
Jezioro Aralskie, zanikłe pod wpływem działalności ludzkiej. W 1918 r. władze sowieckie podjęły decyzję, aby korzystać z zasobów wody w celu nawadniania pól bawełny na terenie Republiki Uzbeckiej (współcześnie Uzbekistanu).

Powszechnym sprzeciwem wobec kapitalocenu jest podkreślanie szkód wyrządzonych środowisku naturalnemu przez socjalizm lub reżimy, które same określiły się jako socjalistyczne. Filozof Serge Audier w wydanej w 2019 r. książce L'Âge productiviste (pol. Era produktywistyczna) pisze: „Jeśli mamy mówić o »kapitalocenie«, to być może jesteśmy również zobowiązani do mówienia o swego rodzaju »socjalocenie« lub, co bardziej odpowiednie, o »komunistocenie«. Co ciekawe, nikt nie był skłonny zrobić tego kroku. Jakkolwiek irytujące może być uznanie głównej roli, jaką w kryzysie ekologicznym odegrały nie tylko reżimy komunistyczne, ale szersza lewica socjalistyczna ze względu na swoje tendencje większościowe, należy w pełni liczyć się z tą historyczną odpowiedzialnością”.
Odnosząc się do tego zarzutu, Malm przyznaje, że państwa socjalistyczne mają słabe wyniki w zakresie ochrony środowiska, ale argumentuje, że upadek prawie wszystkich takich reżimów sprawił, że stało się to znacznie mniej palącym problemem. „Nie żyjemy w łagrze górniczym Workuta z lat trzydziestych XX wieku”, pisze. „Już go nie ma. Ale świat, który Lancashire założyło w latach trzydziestych XIX wieku, obejmuje nas wszystkich jako ekologiczną rzeczywistość, z którą musimy sobie radzić”.
Odpowiedzią Moore’a jest uznanie państw bloku wschodniego za półperyferyjne terytoria kapitalistycznego systemu światowego, a tym samym za część kapitalocenu na swój własny sposób. Od czasu publikacji książki Audiera, socjolog Zsuza Gille opublikował studium na temat „socjalocenu”, opierając się na podobnym podejściu do systemów światowych. Studium to poświęca szczególną uwagę temu, w jaki sposób odpady przemysłowe i procesy produkcji odpadów były eksportowane z imperialnego rdzenia do bloku socjalistycznego.
W L’Emballement du monde: społecznej historii eksploatacji energii, profesor IFP School, Victor Court ocenia i ostatecznie odrzuca kapitalocen w wizji Malma i Hornborga. Podobnie jak Moore, sprzeciwia się stanowisku Malma w przemyśle kopalnym, pomijając znaczenie wcześniejszego kapitalizmu kupieckiego. Poza tym, on również podnosi zarzut dwudziestowiecznych osiągnięć socjalizmu w zakresie ochrony środowiska i nie przekonuje go wspomniana wcześniej odpowiedź Malma: przyznanie, że inne systemy gospodarcze przyczyniły się do zmian klimatu, jest podważeniem całego założenia kapitalocenu. Zasadniczo Court uważa, że podczas gdy dynamika kapitalistyczna niezaprzeczalnie powoduje szkody dla środowiska, jest ona tylko jednym z przykładów prawdziwego problemu, a mianowicie „wszechobecnych relacji dominacji między jednostkami, które mogą przybierać różne formy”. Zakończenie kapitalizmu jest zatem koniecznym, ale niedostatecznym krokiem w kierunku równowagi środowiskowej; nawet hipotetyczne społeczeństwo socjalistyczne przyszłości nadal musiałoby konkretnie zająć się problemem wykorzystania zasobów.